# Błąd 3 sekund (NBA)
Ten artykuł opisuje zagadnienie koszykarskie zgodne z normami NBA.
Zasady w ligach FIBA, NCAA lub innych mogą różnić się od tutaj przedstawionych.

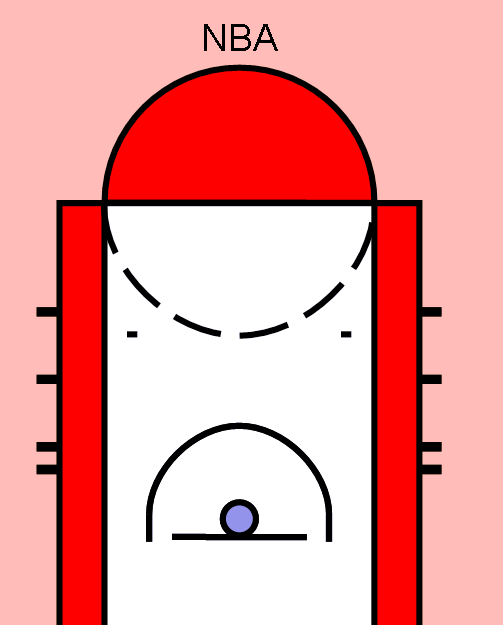
Obszar podkoszowy

Błąd 3 sekund – w koszykówce według zasad NBA może dotyczyć dwóch kategorii:
- ofensywny błąd 3 sekund (NBA)
- defensywny błąd 3 sekund (NBA).